# ماتیاس هایدمان
ماتیاس هایدمان (به آلمانی: Matthias Heidemann) بازیکن فوتبال و مهاجم اهل آلمان است که از سال ۱۹۳۳ میلادی عضو تیم ملی فوتبال آلمان بوده‌است. وی در ۳ بازی ملی حضور داشته است و آخرین بازی ملی خود را در سال ۱۹۳۵ میلادی انجام داد. ماتیاس هایدمان در بازی‌های ملی‌اش گلی به ثمر نرساند.